# Melitaea tungusa
Melitaea tungusa är en fjärilsart som beskrevs av Herz 1898. Melitaea tungusa ingår i släktet Melitaea och familjen praktfjärilar. Inga underarter finns listade i Catalogue of Life.